# Исландия на летних Олимпийских играх 2000
Исландия принимала участие в Летних Олимпийских играх 2000 года в Сиднее (Австралия), и завоевала одну медаль.

## Медалисты

### Бронза
- Вала Флосадоуттир — лёгкая атлетика,  прыжок с шестом, женщины

## Состав олимпийской сборной Исландии

### Плавание
Спортсменов — 5
В следующий раунд на каждой дистанции проходили лучшие спортсмены по времени, независимо от места занятого в своём заплыве.
Мужчины
| Спортсмен          | Соревнование        | Предварительные заплывы | Предварительные заплывы | Полуфиналы | Полуфиналы | Финал     | Финал     |
| Спортсмен          | Соревнование        | Результат               | Место                   | Результат  | Место      | Результат | Место     |
| ------------------ | ------------------- | ----------------------- | ----------------------- | ---------- | ---------- | --------- | --------- |
| Арн Арнасон        | 200 м вольный стиль | 1:49,78                 | 10                      | 1:50,41    | 15         | Не прошёл | Не прошёл |
| Хьялти Гудмундссон | 100 м брасс         | 1:05,55                 | 52                      | Не прошёл  | Не прошёл  | Не прошёл | Не прошёл |

Женщины
| Спортсменка              | Соревнование      | Предварительные заплывы | Предварительные заплывы | Полуфиналы | Полуфиналы | Финал     | Финал     |
| Спортсменка              | Соревнование      | Результат               | Место                   | Результат  | Место      | Результат | Место     |
| ------------------------ | ----------------- | ----------------------- | ----------------------- | ---------- | ---------- | --------- | --------- |
| Эйдис Конрадсдоттир      | 100 м баттерфляем | 1:03,27                 | 39                      | Не прошла  | Не прошла  | Не прошла | Не прошла |
| Кольбрюн Кристьянсдоттир | 100 м на спине    | 1:07,28                 | 43                      | Не прошла  | Не прошла  | Не прошла | Не прошла |
| Ирис Хеймисдоттир        | 100 м брасс       | 1:14,07                 | 33                      | Не прошла  | Не прошла  | Не прошла | Не прошла |